# 玉井一
玉井一（波江座λ），又名BD-08 1040，HD 33328、SAO 131824、HR 1679，是波江座的一颗恒星，视星等为4.27，位于銀經209.14，銀緯-26.69，其B1900.0坐标为赤經5h 4m 21.6s，赤緯-8° -26.69′ 56″。